# Tour de télévision de Sapporo

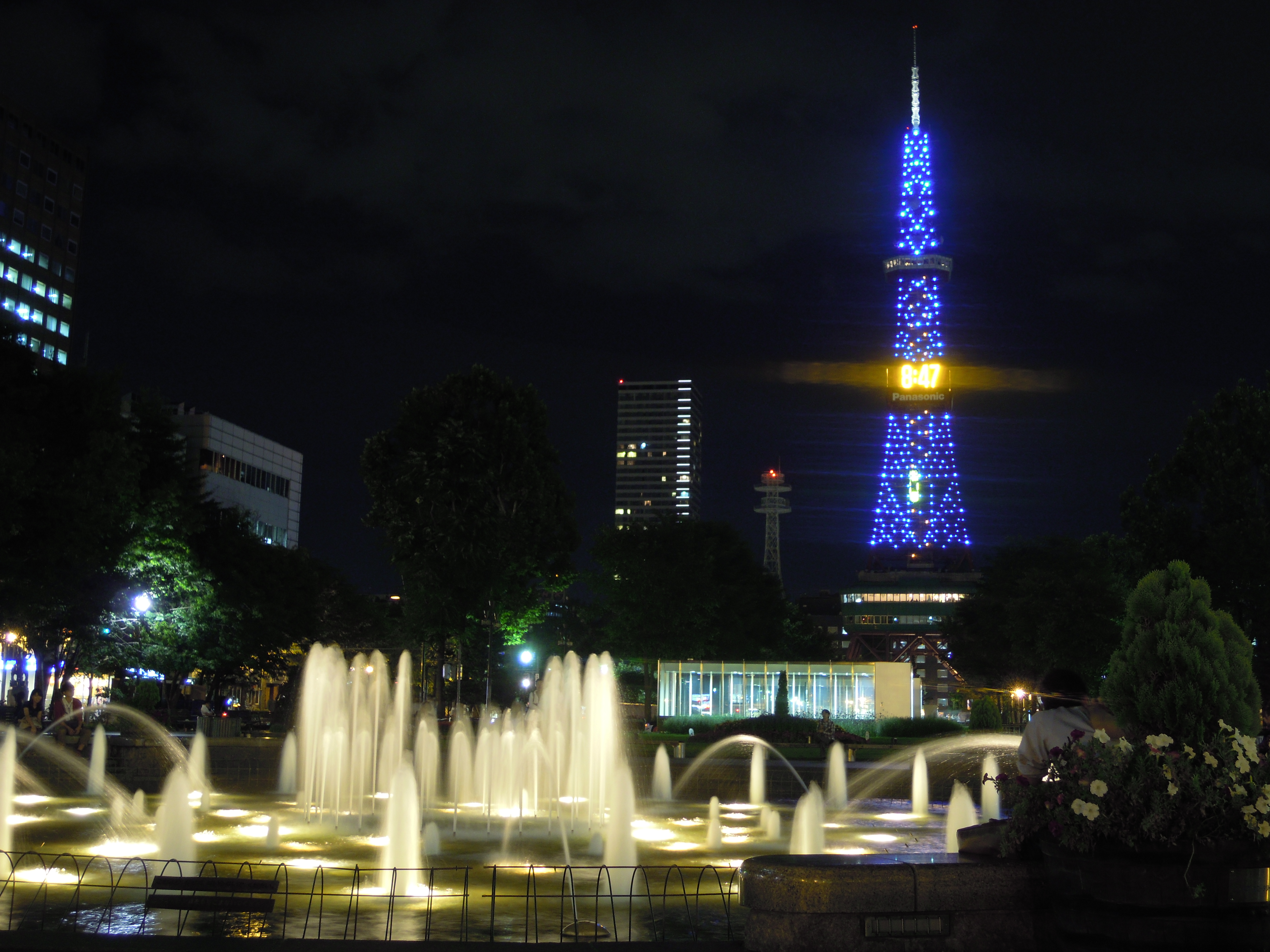
Parc Ōdōri

La tour de télévision de Sapporo (さっぽろテレビ塔, Sapporo Terebi-tō), construite en 1957, est une tour de télévision japonaise, d'une hauteur de 147,2 mètres, possédant une plate-forme d'observation à une hauteur de 90,38 mètres.
Située dans le parc Ōdōri de la ville de Sapporo (Hokkaidō), la tour est ouverte aux touristes qui peuvent prendre des photos panoramiques de la ville et du parc.
Fictivement, la tour fut détruite par Godzilla dans le film Godzilla vs King Ghidorah.

## Source
- (en) Cet article est partiellement ou en totalité issu de l’article de Wikipédia en anglais intitulé « Sapporo TV Tower » (voir la liste des auteurs).